# Eksjön (Idre socken, Dalarna)
Eksjön är en sjö i Älvdalens kommun i Dalarna och ingår i Dalälvens huvudavrinningsområde. Sjön har en area på 0,32 kvadratkilometer och ligger 635 meter över havet.

## Delavrinningsområde
Eksjön ingår i det delavrinningsområde (685784-133213) som SMHI kallar för Ovan 685672-133403. Medelhöjden är 679 meter över havet och ytan är 14,35 kvadratkilometer. Det finns inga avrinningsområden uppströms utan avrinningsområdet är högsta punkten. Vegan som avvattnar avrinningsområdet har biflödesordning 2, vilket innebär att vattnet flödar genom totalt 2 vattendrag innan det når havet efter 477 kilometer. Avrinningsområdet består mestadels av skog (84 procent). Avrinningsområdet har 0,58 kvadratkilometer vattenytor vilket ger det en sjöprocent på 4,1 procent.